# 猛烈アジア太郎
『猛烈アジア太郎』（もうれつアジアたろう）は、1996年4月から1997年3月までフジテレビで放送されたバラエティ番組。avex traxの一社提供。放送時間は毎週月曜 - 木曜 24:50 - 25:00 （JST、火曜 - 金曜 0:50 - 1:00）、金曜 25:35 - 25:45（JST、土曜 1:35 - 1:45）。

## 概要
今田耕司と原千晶が、現在アジア大陸で起こっている珍トピックスやアジアの奇人を紹介していた深夜番組である。原がパソコンをつまらなさそうにいじるなど、ITをいち早く取り上げた番組の1つでもある。番組タイトルは『もーれつア太郎』のパロディ。

## テーマ曲
オープニングテーマ
- 『好きだよ ずっと好きでした』ROLL DAYS
- 『COWBOY』槇原敬之
- 『サーカス』グリーディー・グリーン
- 『Kissin' the moonlight』千聖
- 『Traitor』HEATH
- 『Guilty Vanity』ZIGGY

他
エンディングテーマ
- 『Spirit Of Love』SING LIKE TALKING
- 『架け橋』古賀森男
- 『風にきえないで』L'Arc〜en〜Ciel
- 『GLORY DAYS』ザ・コレクターズ
- 『夢はひとりみるものじゃない』國府田マリ子
- 『FLOWER』鈴里真帆

他

## 出演者
- 今田耕司
- 原千晶

### 声の出演
- 清川元夢
- 平井誠一
- 井上瑤
- 小金沢篤子

## スタッフ
- 編成企画：小川泰（フジテレビ）
- 構成：福原太、篠村俊夫、高橋ナツコ
- ブレーン：井上秀憲、飛丸佐助
- TD：坂巻昭夫
- CAM：木下秀夫
- 音声：松本康祐
- 照明：三浦弘
- 美術：薬王寺哲朗
- 技術協力：アクト
- 編集：前田純和（ザ・チューブ）
- 音響効果：大山豊、井上雄介
- スタイリスト：insi-De
- 海外コーディネート：K.M.A interface
- 広報：中島良明（フジテレビ）
- タイトル：TGB
- 協力：日本アイ・ビー・エム、club asia
- ディレクター：渡辺剛、菊地弘文、山田剛寛
- 演出：松田裕士、藤代賢二
- プロデューサー：姉崎裕（WDMC）、中井秀徳、堀川勝（NET WEB）
- 制作協力：NET WEB
- 制作著作：フジテレビ、吉本興業、ワタナベデジタルメディアコミュニケーションズ